# Dazzling Killmen
Dazzling Killmen est un groupe de math rock des années 1990. Musicalement, il combinait un punk rock bruitiste avec des arrangements jazzy et complexes rappelant le style de Sun Ra. Le groupe était formé d'étudiants de jazz originaires du Midwest -- Blake Fleming à la batterie, Tim Garrigan à la guitare et Darin Gray à la basse -- et du chanteur Nick Sakes. La formation originaire de Saint-Louis (Missouri) attira l'attention de Skin Graft Records, qui publia deux albums ainsi que plusieurs singles avant la dissolution du groupe.
Ses membres sont actuellement mieux connus pour leurs projets ultérieurs -- comme Laddio Bolocko, The Mars Volta et Electric Turn to Me pour Fleming, Colossamite et Sicbay pour Sakes, et la collaboration entre Gray et Jim O'Rourke, Brise-Glace.

## Discographie

### Albums
Dig Out the Switch CD/LP, Intellectual Convulsion Records

Face of Collapse CD/LP, Skin Graft Records (1994)

### 7" Singles
Numb/Bottom Feeder 7", Sawtooth Records

Torture/Ghost Limb 7", Crime Life Records

Mother's Day Split 7", Skin Graft/Sluggo Records

Medicine Me/Poptones 7"/Comic Set, Skin Graft Records (1993)

### Albums live
Lounge Ax Cassette-Only, Skin Graft Records

### Compilations
Recuerda CD, Skin Graft Records (1996)

## Source
- (en) Cet article est partiellement ou en totalité issu de l’article de Wikipédia en anglais intitulé « Dazzling Killmen » (voir la liste des auteurs).